# Allium burjaticum
{{#ifeq:0|0|{{#if:|{{#if:Alliumburjaticum|[[]}}|}}}}
Allium burjaticum — вид рослин з родини амарилісових (Amaryllidaceae); поширений у південному Сибіру й Монголії.

## Опис
Багаторічна рослина. Цибулини конічні, сидять по кілька (3–10) на повзучому кореневище, кореневі мочки білі; зовнішні оболонки бурі, часто з фіолетовим відтінком. Стеблина 15–20(25) см заввишки, циліндрична. Листки скупчені біля основи стебла, майже рівні за довжиною стебла, вузькі, плоскі, спірально закручені. Зонтик багатоквітковий, густий, напівкулястий або кулястий. Квітконіжки між собою рівні, в 1.5–2 рази довше листочків оцвітини. Листочки оцвітини широко-яйцюваті, гоструваті, рожеві або білувато-рожеві, з більш темною жилкою. 2n=32.
Цвіте у червні, плодоносить у серпні.

## Поширення
Поширений у південному Сибіру й Монголії.
Зростає на степових кам'янистих схилах, в остеповані соснових лісах, на піску.